# Pontus Kåmark
Pontus Kåmark, né le 5 avril 1969 à Västerås (Suède), est un footballeur suédois, qui évoluait au poste d'arrière droit à l'IFK Göteborg et en équipe de Suède.
Kåmark n'a marqué aucun but lors de ses cinquante-sept sélections avec l'équipe de Suède entre 1990 et 2002. 

## Carrière
- 1985-1989 : Västerås SK FK
- 1989-1995 : IFK Göteborg
- 1995-1999 : Leicester City
- 1999-2000 : AIK Solna
- 2001-2002 : IFK Göteborg

## Palmarès

### En équipe nationale
- 57 sélections et 0 but avec l'équipe de Suède entre 1990 et 2002.

### Avec l'IFK Göteborg
- Vainqueur du Championnat de Suède de football en 1990, 1991, 1993,  1994 et 1995.
- Vainqueur de la Coupe de Suède de football en 1991.

### Avec le Leicester City
- Vainqueur de la Coupe de la Ligue anglaise de football en 1997.